# Ōshima (Tokyo)
Pour les articles homonymes, voir Ōshima.
Ōshima (大島町, Ōshima-machi) est un bourg de la sous-préfecture d'Ōshima, dans la préfecture de Tokyo, au Japon.

## Géographie

### Situation
Le bourg d'Ōshima est situé sur Izu ō-shima, la plus grande île de l'archipel d'Izu dans l'océan Pacifique.

### Démographie
Au 1er juin 2016, sa population s'élevait à 7 762 habitants répartis sur une superficie de 90,76 km2.

### Climat
Izu ō-shima a un climat subtropical humide (Köppen Cfa ou Cwa) avec des étés chauds et des hivers froids. Les précipitations sont abondantes toute l'année, bien qu'un peu plus faibles en hiver.
Du fait de sa position géographique, l'île est régulièrement sur le passage des typhons lors des saisons des pluies de tsuyu (juin-juillet) et akisame (septembre-octobre). Le 16 octobre 2013, le 26e typhon de la saison en Asie, Wipha, provoque des glissements de terrain sur l'île, avec un bilan de 27 morts et 19 disparus.
| Mois                                             | jan.      | fév.    | mars      | avril     | mai       | juin      | jui.      | août      | sep.      | oct.      | nov.      | déc.      | année     |
| ------------------------------------------------ | --------- | ------- | --------- | --------- | --------- | --------- | --------- | --------- | --------- | --------- | --------- | --------- | --------- |
| Température minimale moyenne (°C)                | 3,9       | 4       | 6,6       | 10,7      | 14,8      | 18,4      | 22,2      | 23,5      | 20,8      | 16,1      | 11,3      | 6,5       | 13,2      |
| Température moyenne (°C)                         | 7,5       | 7,8     | 10,4      | 14,4      | 18,2      | 21        | 24,6      | 26        | 23,4      | 18,9      | 14,5      | 10        | 16,4      |
| Température maximale moyenne (°C)                | 11        | 11,6    | 14,2      | 18,2      | 21,9      | 24,3      | 27,8      | 29,5      | 26,7      | 22        | 17,8      | 13,4      | 19,9      |
| Record de froid (°C) date du record              | −3,3 2016 | −4 1996 | −1,9 1946 | 0,1 2001  | 6,4 1999  | 10,4 1949 | 12,4 1976 | 16 1953   | 12,4 1964 | 7,2 1976  | 3 1970    | −3 1995   | −4 1996   |
| Record de chaleur (°C) date du record            | 20,9 1969 | 21 2019 | 22,2 2019 | 25,5 1998 | 28,4 2009 | 32,3 2011 | 34,3 2004 | 35,9 2020 | 33,7 2010 | 29,7 2013 | 24,8 2020 | 23,1 2004 | 35,9 2020 |
| Ensoleillement (h)                               | 153,7     | 145,4   | 158,1     | 174,2     | 179,7     | 125,1     | 150,8     | 190,1     | 141       | 131,4     | 140,3     | 147,6     | 1 837,2   |
| Précipitations (mm)                              | 137,3     | 146     | 238,4     | 247,4     | 256,5     | 328,8     | 255,9     | 191,7     | 341,3     | 405,2     | 192,8     | 117,6     | 2 858,9   |
| dont neige (cm)                                  | 0         | 1       | 0         | 0         | 0         | 0         | 0         | 0         | 0         | 0         | 0         | 0         | 2         |
| Nombre de jours avec précipitations              | 7,1       | 7,7     | 11,5      | 10,6      | 10,6      | 12,6      | 10,3      | 8,4       | 12        | 12        | 9,6       | 7,6       | 120       |
| dont nombre de jours avec précipitations ≥ 10 mm | 3,8       | 3,8     | 6,6       | 6,2       | 6,1       | 7,5       | 5,2       | 3,7       | 7,1       | 6,9       | 4,9       | 3,5       | 65,2      |
| Humidité relative (%)                            | 64        | 66      | 70        | 74        | 79        | 85        | 87        | 86        | 83        | 79        | 74        | 68        | 76        |
| Nombre de jours avec neige                       | 0,2       | 0,3     | 0         | 0         | 0         | 0         | 0         | 0         | 0         | 0         | 0         | 0         | 0,5       |
| Nombre de jours d'orage                          | 1,1       | 0,8     | 1,2       | 1,4       | 1,1       | 1,1       | 1,9       | 2,4       | 2,5       | 1,6       | 1,7       | 1,2       | 17,8      |

| Diagramme climatique                                  |          |              |               |               |               |               |               |               |             |               |              |
| J                                                     | F        | M            | A             | M             | J             | J             | A             | S             | O           | N             | D            |
| 113,9137,3                                            | 11,64146 | 14,26,6238,4 | 18,210,7247,4 | 21,914,8256,5 | 24,318,4328,8 | 27,822,2255,9 | 29,523,5191,7 | 26,720,8341,3 | 2216,1405,2 | 17,811,3192,8 | 13,46,5117,6 |
| Moyennes : • Temp. maxi et mini °C • Précipitation mm |          |              |               |               |               |               |               |               |             |               |              |

## Histoire
Le bourg actuel d'Ōshima a été créé le 1er avril 1955 de la fusion des anciens villages d'Okada, Motomura, Senzu, Nomashi, Sashikiji et Habuminato[réf. nécessaire].

## Transports
Ōshima est accessible par avion ou ferry.